# SC-14
La SC-14 est une courte antenne routière de 1.8 km environ qui relie l'A-54 (Saint-Jacques-de-Compostelle - Lugo) à l'Aéroport de Saint-Jacques-de-Compostelle au nord-est de l'agglomération.
Elle est composée de 1 échangeur jusqu'à l'aéroport et permet d'accéder directement à l'aéroport depuis l'A-54.

## Tracé
- Elle se détache de l'A-54 7.4 km après la bifurcation avec la Rocade de Saint-Jacques-de-Compostelle (SC-20).